# Manuel Dacosse
Manuel "Manu" Dacosse (Uccle, 1977) és un director de fotografia belga. És conegut pel seu treball amb els directors Hélène Cattet i Bruno Forzani a les pel·lícules Amer (2009), L'Étrange Couleur des larmes de ton corps (2013), i Laissez bronzer les cadavres (2017), les dues últimes de les quals li van valer el Premi Magritte per Millor fotografia.
Va col·laborar amb el director François Ozon a L'Amant doble (2017) i Gràcies a Déu (2019); aquest últim va rebre cinc nominacions a la 25a cerimònia dels Lumières, inclòs a la Millor Fotografia per Dacosse. Ha participat entre altes pel·lícules a Torpedo (2012), Mobile Home (2012), Tasher Desh (2012), Alleluia (2014), La Dame dans l'auto avec des lunettes et un fusil (2015), Évolution (2015), Axolotl Overkill (2017), Adoration (2019), i The Silencing (2020).

## Filmografia

### Llargmetratges
- 2009 : Amer de Hélène Cattet i Bruno Forzani
- 2011 : De leur vivant de Géraldine Doignon
- 2012 : Torpedo de Matthieu Donck
- 2012 : Mobile Home de François Pirot
- 2012 : Tasher Desh de Qaushiq Mukherjee
- 2013 : L'Étrange Couleur des larmes de ton corps de Hélène Cattet i Bruno Forzani
- 2014 : Alléluia de Fabrice Du Welz
- 2015 : La Dame dans l'auto avec des lunettes et un fusil de Joann Sfar
- 2015 : Évolution de Lucile Hadzihalilovic
- 2016 : Un petit boulot de Pascal Chaumeil
- 2016 : La Confession de Nicolas Boukhrief
- 2017 : Laissez bronzer les cadavres ! de Hélène Cattet i Bruno Forzani
- 2017 : Axolotl Overkill de Helene Hegemann
- 2017 : L'amant doble de François Ozon
- 2018 : L'Empereur de Paris de Jean-François Richet
- 2018 : Gràcies a Déu de François Ozon
- 2019 : Trois Jours et une vie de Nicolas Boukhrief
- 2019 : Adoration de Fabrice Du Welz
- 2020 : The Silencing de Robin Pront
- 2021 : Inexorable de Fabrice Du Welz
- 2022 : Peter von Kant de François Ozon
- 2022 : Simone, le voyage du siècle d'Olivier Dahan
- 2022 : Vous n'aurez pas ma haine de Kilian Riedhof
- 2023 : Mon crime de François Ozon
- 2023 : Vincent doit mourir de Stéphan Castang

### Curtmetratges
- 2002 : Chambre jaune d'Hélène Cattet i Bruno Forzani
- 2003 : La fin de notre amour d'Hélène Cattet i Bruno Forzani
- 2003 : Coup de soleil de Ferdinand Moy
- 2004 : L'Étrange Portrait de la dame en jaune d'Hélène Cattet i Bruno Forzani
- 2005 : Oedipus Requiem de Clément Gharini
- 2006 : Comme personne de Géraldine Doignon
- 2006 : Santos Palace d'Hélène Cattet et Bruno Forzani
- 2008 : Terres noires de Clément Gharini
- 2010 : Martha de Raphaël Dethier
- 2010 : Thermes de Banu Akseki
- 2011 : Terre nouvelle de Bernard Dresse
- 2011 : À ton vieux cul de nègre d'Aurélien Bodinaux
- 2012 : A New Old Story d'Antoine Cuypers
- 2012 : The ABCs of Death (un segment) d'Hélène Cattet i Bruno Forzani
- 2013 : Electric Indigo de Jean-Julien Collette
- 2013 : Partouze de Matthieu Donck
- 2014 : Carnage-Terminus de Chris Lequarré
- 2014 : Nectar de Lucile Hadzihalilovic

## Premis
- 2008 : Festival de Cinema de Beverly Hills: premi al millor director de fotografia per Terres noires (2008)
- 2015 : 5ns Premis Magritte de cinema : Magritte a la millor fotografia per L'Étrange Couleur des larmes de ton corps d'Hélène Cattet i Bruno Forzani
- Festival Internacional de Cinema de Sant Sebastià 2015: Premi del Jurat a la Millor Fotografia per Evolution
- 2016: 6ns Premis Magritte de Cinema: Magritte a la millor fotografia per Alleluia de Fabrice Du Welz.
- 9ns Premis Magritte de Cinema: Magritte a la millor pel·lícula per Laissez bronzer les cadavres  d'Hélène Cattet i Bruno Forzani.[4]
- LII Festival Internacional de Cinema Fantàstic de Catalunya : premi a la millor fotografia per Adoration[5]